# Autreville (Aisne)
Autreville – miejscowość i gmina we Francji, w regionie Hauts-de-France, w departamencie Aisne.
Według danych na styczeń 2014 roku gminę zamieszkiwało 837 osób, a gęstość zaludnienia wynosiła 235,8 osób/km².